# Burgemeesterswoning (Heerle)
De Burgemeesterswoning in het Nederlandse dorp Heerle is een huis gebouwd rond 1865 aan de Herelsestraat. Het huis maakt onderdeel uit van een boerderijcomplex. Alleen het pand is een rijksmonument.

## Geschiedenis
Het boerderijcomplex was in het bezit van de familie Daverveldt. Deze familie speelde in de lokale gemeenschap een belangrijke rol binnen de industrie, landbouw en het bestuur van de toenmalige gemeente Wouw. Zo had Cornelis Jacobus Daverveldt (1802-1874) een molen, een graanmaalderij en olieslagerij en een steenfabriek. In 1841 werd Cornelis burgemeester van Wouw. In 1873 volgde zijn zoon Christiaan Anthonij Daverveldt (1828-1899) hem in dat ambt op. Ten slotte werd ook diens zoon Petrus Cornelis Daverveldt (1868-1911), in 1900 burgemeester.

## Beschrijving
Het huis is gebouwd in chaletstijl en bestaat uit twee verdiepingen met een zadeldak met windveren. Op het dak liggen kruispannen. De voorgevel bestaat uit twee rijen van vijf traveeën. Aan de bovenkant van de middenrisaliet is een versierde topgevel. Twee openslaande deuren geven toegang tot het balkon, afgezet met een houten hek. De T-schuiframen op de eerste verdieping zijn voorzien van stuclijsten met een kuif aan de bovenzijde.
In de tuin staat een bruine beuk (geplant in de periode 1920-1930) die door de bomenstichting is gemarkeerd als monumentaal.

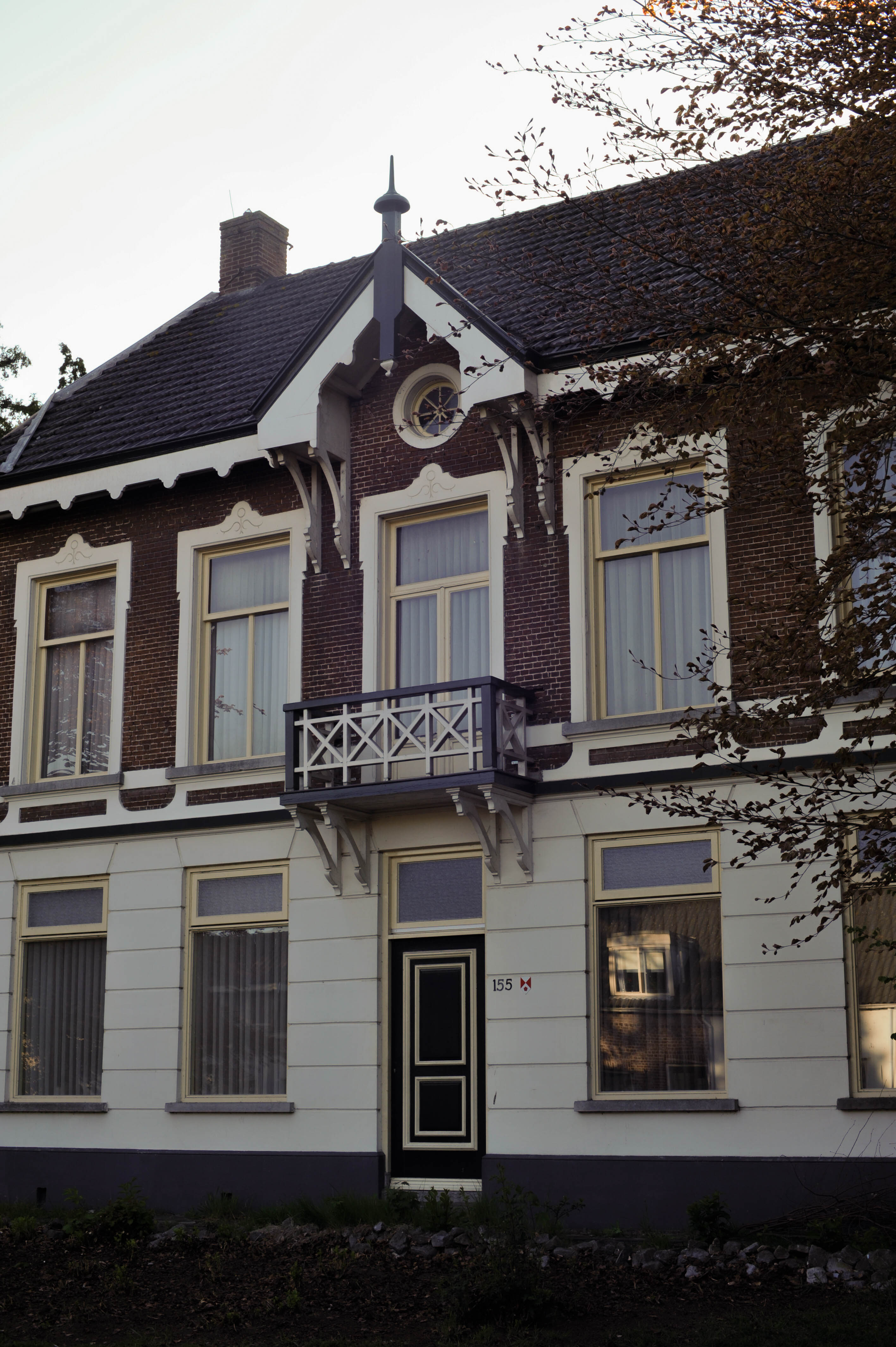
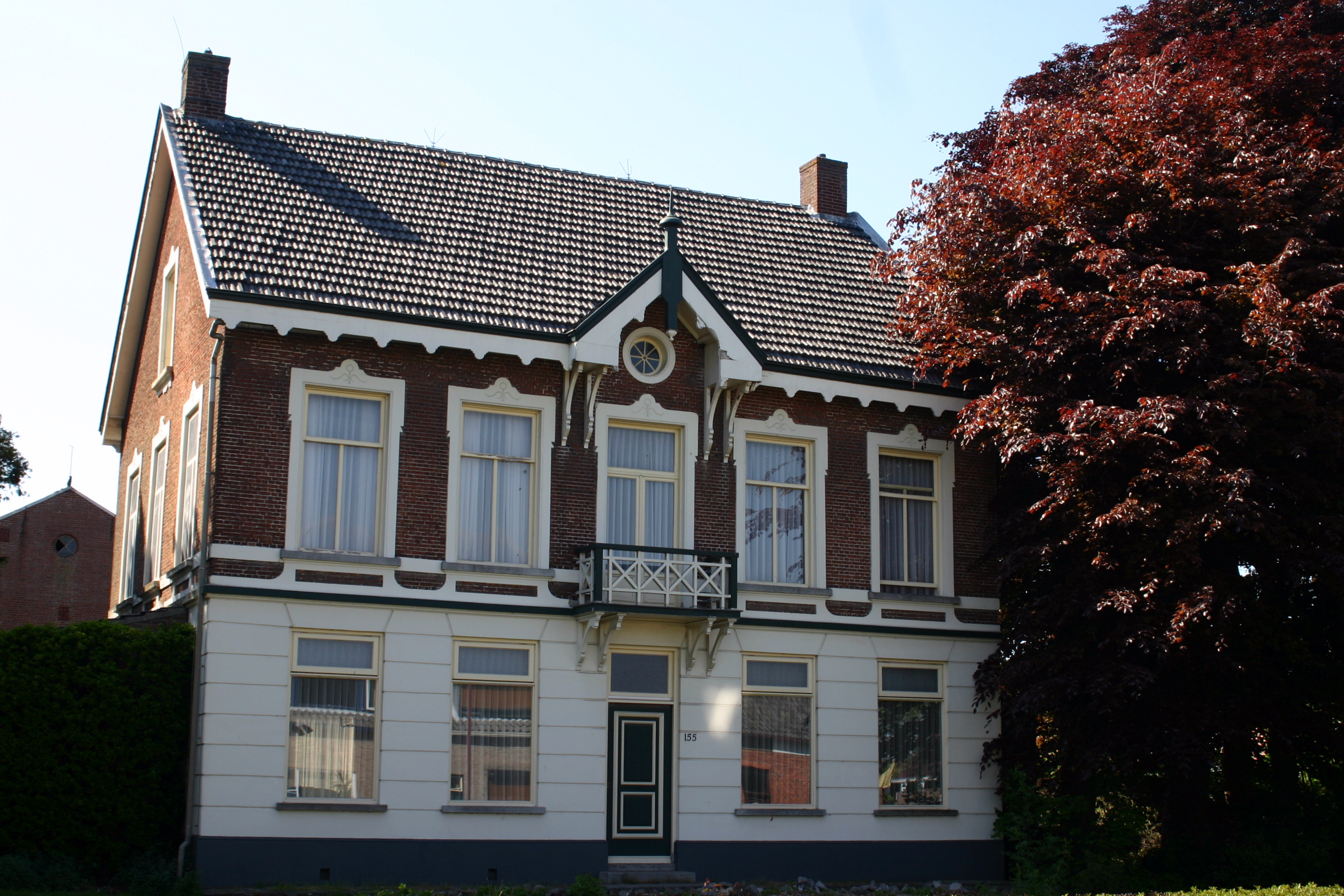
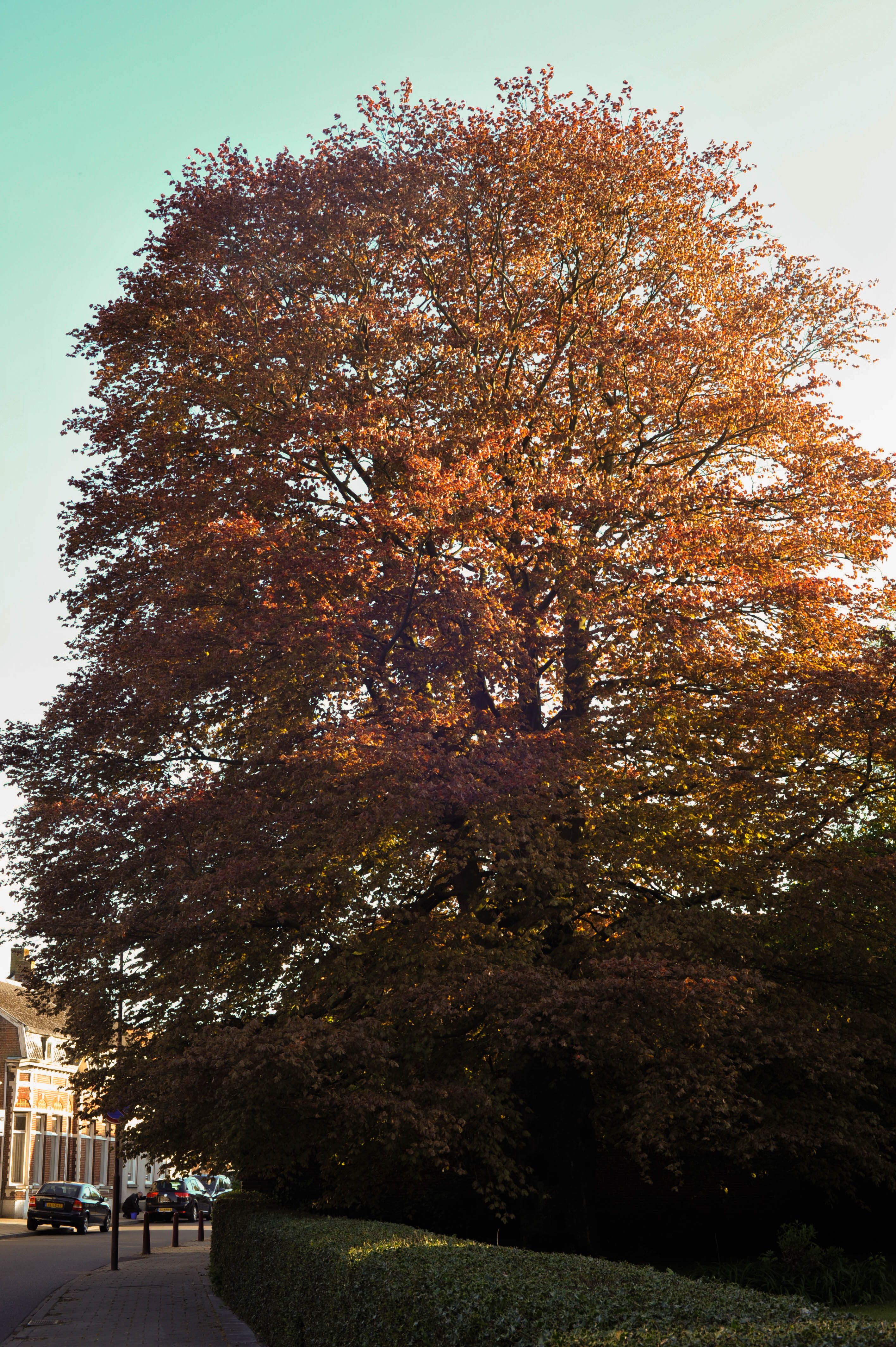
Bruine beuk